# Thesea bebrycoides
Thesea bebrycoides is een zachte koraalsoort uit de familie Plexauridae. De koraalsoort komt uit het geslacht Thesea. Thesea bebrycoides werd in 1910 voor het eerst wetenschappelijk beschreven door Nutting. 